# Blowen

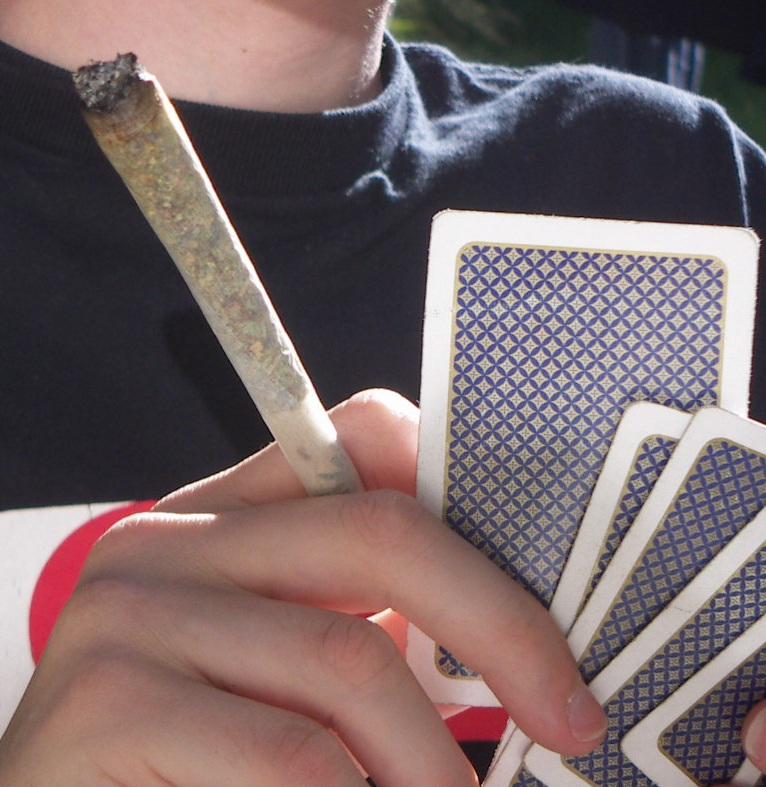

Blowen is het inhaleren van softdrugs door het roken ervan. Dit wordt in Europa meestal gedaan door er een joint van te rollen en deze te roken. Ook wordt er wel gebruikgemaakt van een hasjpijpje of een waterpijp. Over het algemeen wordt met blowen het roken van een joint bedoeld. Afhankelijk van de kwaliteit van de wiet wordt de joint gemixt met tabak van een sigaret of shag, in een lang vloeitje met een tip. Joints met hasj worden vrijwel altijd gemixt met tabak.
Een tip is een stukje karton dat in de vorm van een filter is gevouwen. In tegenstelling tot een sigarettenfilter filtert een tip de rook niet. Deze zorgt ervoor dat — net als bij een waterpijp — de extra hete hasjrook enigszins gekoeld wordt. Daarnaast kan de joint met de (kostbare) wiet helemaal opgerookt worden zonder de lippen te branden.